# 朗新科技
朗新科技集团股份有限公司（深交所：300682），简称朗新科技，是中华人民共和国的一家信息技术公司，于1996年成立，目前在江苏无锡和北京设立双总部。公司主营业务以服务能源领域为主，近年亦扩大至数字生活、数字城市领域，业务覆盖中国大陆及境外10多个国家及地区。其名称“朗新”起源于《淮南子》的“日开天霁，朗而新之”。

## 历史
朗新科技的创始人为徐长军、郑新标，二人均曾在国营性质的华北计算机系统工程研究所（现隶属于中国电子信息产业集团）工作。1996年二人辞职后，共同创立北京朗新电子技术开发有限责任公司（后更名为“北京朗新信息系统有限公司”），主要从事电信计费软件业务，1997年开始开展电力营销软件业务。
2003年，为促进电力营销软件业务更好发展，当时的控股股东朗新信息科技有限公司（在英属维尔京群岛注册）在浙江省杭州市投资成立“杭州朗新信息科技有限公司”，即上市主体的前身。2012年9月总部由杭州迁至江苏省无锡市。2005年，朗新信息科技被AMDOCS的关联公司ESM全资收购。
2010年，朗新科技决定将电力信息化业务和电信信息化业务独立发展，将朗新信息科技下属电力信息化业务相关人员、资产集中至杭州朗新。同年12月16日，华为宣布与朗新科技成立合资公司，目的是将华为朗新股权转让给华为软件，负责电信信息化业务。2012年，徐长军将易视腾科技智能电网和电力视频系统相关业务重组至朗新科技，易视腾科技仅保留其互联网电视业务。朗新科技的产品范围由主要应用于用电环节的电力营销软件扩展至输变电环节。
2013年11月28日，朗新科技整体改制为股份有限公司，于同年12月23日经工商局核准登记。同年，朗新与支付宝开始业务合作，翌年支付宝母公司蚂蚁金服（现蚂蚁集团）旗下投资公司上海云鑫宣布投资朗新。2015年10月，朗新科技与蚂蚁金服旗下的上海云钜、无锡朴元合资创立邦道科技，专门处理支付宝的生活缴费业务。自此，朗新科技的业务从企业端扩大至消费者端。
2014年，朗新科技收购广州从兴电力事业部的软件相关的资产、业务及人员。广州从兴的电信业务于2015年3月被爱立信收购。2015年，收购天津市用电信息采集系统的开发商天正信华。
2017年7月，朗新科技宣布以每股5.51元人民币的价格发行4500万股，募集资金总额为2.48亿元，扣除发行费用实际募资资金净额为2亿元。其中8667.93万元投向下一代电力营销系统建设项目，7000万元投向技术研发中心扩建项目，4400万元投向营销网络扩建项目。同年8月1日，该公司在深圳证券交易所创业板上市。
2018年，上海地铁推出手机乘车码应用程序“Metro大都会”，此后实现与中国大陆其他城市轨道交通乘车码的互联互通。具体的技术支撑由申通地铁集团与朗新科技共同建设及运营。
2020年5月7日，朗新科技与无锡市政府合作推出城市服务平台“灵锡”，该平台共提供超过300项便民服务场景，并全面与阿里系产品实现对接。此外，朗新还为福州市晋安区定制开发“晋我家”APP，该APP基于支付宝小程序平台功能，实现对全区114个行政村、80多个社区的纳入。
2023年2月1日，朗新科技发布公告，宣布与尼泊尔电力局签署销售合同，约定公司为尼泊尔电力局供应及安装尼泊尔全国性电力营销系统，合同总金额约合1,000万美元。这是朗新科技在海外中标签署的第一个国家级电力项目，并首次承担总集成商的角色。

## 业务
朗新科技定位为“专注于公用事业领域业务信息化系统的技术与服务提供商”，业务覆盖输电、配电及电力调度智能化业务领域，以及燃气、水务及其他公用事业领域，当前业务分为数字能源、数字生活、数字城市、工业互联网四个分支，主要包括软件开发（软件设计、开发、应用、实施等）、系统集成业务（外购第三方软硬件及集成服务）与维护服务三类。服务对象分为面向政企端和消费者端。
该公司采取“B2B2C”的业务模式，主要有两步骤。第一步是利用技术、产品和服务赋能客户；第二步则是让客户通过平台产品、并与客户共同提升目标受众的用户体验和活跃度。

### 数字能源项目
朗新科技的数字能源解决方案涉及各级供电、燃气单位的管理与业务系统，涵盖市场开发、客户服务、计费账务、资产管理、电能采集、生产运行、运营监控及企业绩效等全业务。截至2021年，该公司的电力客户覆盖中国大陆22个一级行政区，服务超过2.7亿电力终端用户；最大客户为国家电网公司。朗新科技是中国大陆最早将信息化与网络技术应用于省级电网营销业务与管理等领域的公司，在电力营销领域居于中国大陆前列，其主要竞争对手是中电普华和东软集团。同时也承担了支付宝蚂蚁充电的运营，拥有“新电途”自营新能源汽车聚合充电平台。
朗新科技的燃气系统解决方案提供市场开发、业务办理、抄表计费、收费账款、安检维修、增值服务、督查管控及呼叫中心等业务，主要客户为华润燃气、中国燃气旗下400多家城燃公司，以及港华燃气、沈阳燃气、晋煤集团、浙能集团等大中型城市燃气企业。

### 数字生活、数字城市项目
朗新于2013年与支付宝合作构建生活缴费服务平台，支付宝在前端提供流量入口，朗新在后端负责具体缴费与打通。截至2021年，朗新承建的支付宝生活缴费平台覆盖中国大陆400多个城市，服务范围包括5300多个公共事业机构、3.5亿以上的家庭用户，平台日活用户超过1,300万。在运营上，生活缴费平台也降低了公共事业机构的运营成本。朗新科技在生活缴费的基础上，正拓展包括数字城市、智慧社区、智慧交通在内的民生服务，以及以停车、充电为代表产品的车主服务。
2018年，子公司邦道科技为上海申通地铁集团建设并运营Metro大都会，截至2021年注册用户超过3400万，日活跃用户超过300万，日乘车交易笔数达350万。Metro大都会还与中国大陆数十个城市的地铁或公交票务实现互联互通，具体技术实现与保障工作由邦道科技承担。
在智慧城市建设方面，朗新与当地政府合作建立运营公司，负责城市服务平台的运营。已推出的平台包括“灵锡”（无锡市）、“北京通”（北京市）和“e福州”（福州市）。
此外，该公司还与中国移动、未来电视及地方广电合作建设和运维互联网电视平台。截止到2021年末，朗新科技服务的互联网电视在线用户数超过6500万家庭用户，日活用户数约2300万户。

## 荣誉
该公司曾先后获得工信部“中国软件百强企业”、数字生态智慧能源领军企业、软件和信息技术服务竞争力百家企业、中国软件与信息服务业十大领军企业、中国能源数字化应用领军企业以及中国企业慈善公益500强等荣誉称号，其开发的瀚云工业互联网平台被评为工信部8大“五星级工业互联网平台”之一。